# Championnats d'Europe d'athlétisme en salle
Navigation
Les Championnats d'Europe d'athlétisme en salle  sont une compétition biennale d'athlétisme en salle, organisée par l'Association européenne d'athlétisme, qui désigne un champion d'Europe en salle pour chaque discipline.
Succédant aux Jeux européens en salle, disputés de 1966 à 1969, les premiers Championnats d'Europe en salle sont organisés en 1970 à Vienne, en Autriche. Se déroulant initialement tous les ans jusqu'en 1989, ils ont lieu tous les deux ans à partir de 1990. Depuis 2005 (et après trois ans d'interruption), les championnats sont organisés dans les années impaires pour se synchroniser avec les autres compétitions mondiales et européennes d'athlétisme.

## Éditions

### Jeux européens en salle
| N° | Édition | Ville    | Pays                 | Date            | Stade                          | Athlètes | Nations | Épreuves |
| -- | ------- | -------- | -------------------- | --------------- | ------------------------------ | -------- | ------- | -------- |
| 1  | 1966    | Dortmund | Allemagne de l'Ouest | 27 mars 1966    | Westfalenhallen                | 186      | 22      | 21       |
| 2  | 1967    | Prague   | Tchécoslovaquie      | 11–12 mars 1967 | Sportovni hala                 | 244      | 23      | 23       |
| 3  | 1968    | Madrid   | Espagne              | 9–10 mars 1968  | Palais des sports              | 205      | 20      | 23       |
| 4  | 1969    | Belgrade | Yougoslavie          | 8–9 mars 1969   | Hall 1 de la Foire de Belgrade | 220      | 22      | 23       |

### Championnats d'Europe en salle
Source
| N° | Édition | Ville           | Pays                 | Date                       | Stade                                       | Athlètes | Nations | Épreuves |
| -- | ------- | --------------- | -------------------- | -------------------------- | ------------------------------------------- | -------- | ------- | -------- |
| 1  | 1970    | Vienne          | Autriche             | 14–15 mars 1970            | Ferry-Dusika-Halle                          | 279      | 22      | 22       |
| 2  | 1971    | Sofia           | Bulgarie             | 13–14 mars 1971            | Festivalna                                  | 323      | 23      | 23       |
| 3  | 1972    | Grenoble        | France               | 11–12 mars 1972            | Palais des sports                           | 263      | 23      | 23       |
| 4  | 1973    | Rotterdam       | Pays-Bas             | 10–11 mars 1973            | Rotterdam Ahoy                              | 307      | 24      | 23       |
| 5  | 1974    | Göteborg        | Suède                | 9–10 mars 1974             | Scandinavium                                | 263      | 25      | 21       |
| 6  | 1975    | Katowice        | Pologne              | 8–9 mars 1975              | Spodek                                      | 270      | 24      | 21       |
| 7  | 1976    | Munich          | Allemagne de l'Ouest | 21–22 février 1976         | Olympiahalle                                | 226      | 25      | 19       |
| 8  | 1977    | Saint-Sébastien | Espagne              | 12–13 mars 1977            | Velódromo de Anoeta (en)                    | 240      | 24      | 19       |
| 9  | 1978    | Milan           | Italie               | 11–12 mars 1978            | Palasport di San Siro (en)                  | 252      | 25      | 19       |
| 10 | 1979    | Vienne          | Autriche             | 24–25 février 1979         | Ferry-Dusika-Hallenstadion (en)             | 208      | 24      | 19       |
| 11 | 1980    | Sindelfingen    | Allemagne de l'Ouest | 1er–2 mars 1980            | Glaspalast Sindelfingen (en)                | 234      | 26      | 19       |
| 12 | 1981    | Grenoble        | France               | 21–22 février 1981         | Palais des sports                           | 255      | 23      | 20       |
| 13 | 1982    | Milan           | Italie               | 6–7 mars 1982              | Palasport di San Siro (en)                  | 282      | 23      | 23       |
| 14 | 1983    | Budapest        | Hongrie              | 5–6 mars 1983              | Budapest Sports Arena                       | 261      | 24      | 23       |
| 15 | 1984    | Göteborg        | Suède                | 3–4 mars 1984              | Scandinavium                                | 240      | 26      | 22       |
| 16 | 1985    | Le Pirée        | Grèce                | 2–3 mars 1985              | Stade de la Paix et de l'Amitié             | 240      | 26      | 22       |
| 17 | 1986    | Madrid          | Espagne              | 22–23 février 1986         | Palais des sports                           | 270      | 26      | 22       |
| 18 | 1987    | Liévin          | France               | 21–22 février 1987         | Arena stade couvert de Liévin               | 339      | 26      | 24       |
| 19 | 1988    | Budapest        | Hongrie              | 5–6 mars 1988              | Budapest Sports Arena                       | 358      | 27      | 24       |
| 20 | 1989    | La Haye         | Pays-Bas             | 18–19 février 1989         | Houtrust                                    | 323      | 27      | 24       |
| 21 | 1990    | Glasgow         | Royaume-Uni          | 3–4 mars 1990              | Kelvin Hall International Sports Arena (en) | 370      | 28      | 25       |
| 22 | 1992    | Gênes           | Italie               | 28–29 février 1992         | Palasport                                   | 439      | 35      | 27       |
| 23 | 1994    | Paris           | France               | 11–13 mars 1994            | Palais omnisports de Paris-Bercy            | 499      | 40      | 27       |
| 24 | 1996    | Stockholm       | Suède                | 8–10 mars 1996             | Globen                                      | 463      | 44      | 26       |
| 25 | 1998    | Valence         | Espagne              | 27 février – 1er mars 1998 | Palais vélodrome Luis Puig                  | 484      | 39      | 26       |
| 26 | 2000    | Gand            | Belgique             | 25–27 février 2000         | Flanders Sports Arena (en)                  | 546      | 44      | 26       |
| 27 | 2002    | Vienne          | Autriche             | 1er–3 mars 2002            | Ferry-Dusika-Hallenstadion (en)             | 558      | 42      | 26       |
| 28 | 2005    | Madrid          | Espagne              | 4–6 mars 2005              | Palais des sports                           | 563      | 41      | 26       |
| 29 | 2007    | Birmingham      | Royaume-Uni          | 2–4 mars 2007              | National Indoor Arena                       | 519      | 47      | 26       |
| 30 | 2009    | Turin           | Italie               | 6–8 mars 2009              | Oval Lingotto                               | 530      | 45      | 26       |
| 31 | 2011    | Paris           | France               | 4–6 mars 2011              | Palais omnisports de Paris-Bercy            | 577      | 46      | 26       |
| 32 | 2013    | Göteborg        | Suède                | 1er–3 mars 2013            | Scandinavium                                | 578      | 47      | 26       |
| 33 | 2015    | Prague          | Tchéquie             | 6–8 mars 2015              | O2 Arena                                    | 614      | 49      | 26       |
| 34 | 2017    | Belgrade        | Serbie               | 3–5 mars 2017              | Kombank Arena                               | 525      | 48      | 26       |
| 35 | 2019    | Glasgow         | Royaume-Uni          | 1er–3 mars 2019            | Emirates Arena                              | 582      | 47      | 26       |
| 36 | 2021    | Toruń           | Pologne              | 5–7 mars 2021              | Arena Toruń (en)                            | 659      | 46      | 26       |
| 37 | 2023    | Istanbul        | Turquie              | 2–5 mars 2023              | Ataköy Athletics Arena                      | 550      | 47      | 26       |
| 38 | 2025    | Apeldoorn       | Pays-Bas             | 6–9 mars 2025              | Omnisport Apeldoorn                         |          |         |          |
| 39 | 2027    | Valence         | Espagne              | 4-7 mars 2027              | Palais vélodrome Luis Puig                  |          |         |          |

## Épreuves
| \| Épreuve \| Détails \| \| --------------------- \| ---------- \| \| 60 m \| Historique \| \| 400 m \| Historique \| \| 800 m \| Historique \| \| 1 500 m \| Historique \| \| 3 000 m \| Historique \| \| 60 m haies \| Historique \| \| 4 × 400 m \| Historique \| \| Saut en hauteur \| Historique \| \| Saut à la perche \| Historique \| \| Saut en longueur \| Historique \| \| Triple saut \| Historique \| \| Lancer du poids \| Historique \| \| Heptathlon/Pentathlon \| Historique \| | - 50 mètres - 50 mètres haies - 200 mètres - Relais 4 × 1 tour - Relais 4 × 2 tours - Relais 4 × 800 m - Relais 3 × 1 000 m - Relais « medley » - 3 000 m/5 000 m marche |
| Épreuve | Détails |
| 60 m | Historique |
| 400 m | Historique |
| 800 m | Historique |
| 1 500 m | Historique |
| 3 000 m | Historique |
| 60 m haies | Historique |
| 4 × 400 m | Historique |
| Saut en hauteur | Historique |
| Saut à la perche | Historique |
| Saut en longueur | Historique |
| Triple saut | Historique |
| Lancer du poids | Historique |
| Heptathlon/Pentathlon | Historique |

## Records des championnats

### Hommes
| Épreuve            | Temps              | Athlète                                                 | Pays               | Lieu               | Date               |
| Épreuves actuelles | Épreuves actuelles | Épreuves actuelles                                      | Épreuves actuelles | Épreuves actuelles | Épreuves actuelles |
| ------------------ | ------------------ | ------------------------------------------------------- | ------------------ | ------------------ | ------------------ |
| 60 m               | 6 s 42             | Dwain Chambers                                          | Royaume-Uni        | Turin              | 7 mars 2009        |
| 400 m              | 45 s 05            | Karsten Warholm                                         | Norvège            | Glasgow            | 2 mars 2019        |
| 800 m              | 1 min 44 s 78      | Paweł Czapiewski                                        | Pologne            | Vienne             | 3 mars 2002        |
| 1 500 m            | 3 min 33 s 95      | Jakob Ingebrigtsen                                      | Norvège            | Istanbul           | 3 mars 2023        |
| 3 000 m            | 7 min 38 s 42      | Ali Kaya                                                | Turquie            | Prague             | 7 mars 2015        |
| 60 m haies         | 7 s 39             | Colin Jackson                                           | Royaume-Uni        | Paris              | 12 mars 1994       |
| Saut en hauteur    | 2,40 m             | Stefan Holm                                             | Suède              | Madrid             | 6 mars 2005        |
| Saut à la perche   | 6,05 m             | Armand Duplantis                                        | Suède              | Toruń              | 7 mars 2021        |
| Saut en longueur   | 8,71 m             | Sebastian Bayer                                         | Allemagne          | Turin              | 8 mars 2009        |
| Triple saut        | 17,92 m            | Teddy Tamgho                                            | France             | Paris              | 6 mars 2011        |
| Lancer du poids    | 22,19 m            | Ulf Timmermann                                          | Allemagne de l'Est | Liévin             | 21 février 1987    |
| Heptathlon         | 6 558 points       | Sander Skotheim                                         | Norvège            | Apeldoorn          | 8 mars 2025        |
| 4 × 400 m          | 3 min 02 s 87      | Julien Watrin Dylan Borlée Jonathan Borlée Kévin Borlée | Belgique           | Prague             | 8 mars 2015        |
| Anciennes épreuves |                    |                                                         |                    |                    |                    |
| 50 m               | 5 s 65             | Marian Woronin                                          | Pologne            | Grenoble           | 21 février 1981    |
| 200 m              | 20 s 36            | Bruno Marie-Rose                                        | France             | Liévin             | 22 février 1987    |
| 50 m haies         | 6 s 47             | Arto Bryggare                                           | Finlande           | Grenoble           | 21 février 1981    |
| 5 000 m marche     | 18 min 19 s 97     | Giovanni De Benedictis                                  | Italie             | Gênes              | 28 février 1992    |

### Femmes
| Épreuve            | Temps              | Athlète                                                   | Pays                        | Lieu               | Date                        |
| Épreuves actuelles | Épreuves actuelles | Épreuves actuelles                                        | Épreuves actuelles          | Épreuves actuelles | Épreuves actuelles          |
| ------------------ | ------------------ | --------------------------------------------------------- | --------------------------- | ------------------ | --------------------------- |
| 60 m               | 7 s 00             | Nelli Cooman Mujinga Kambundji                            | Pays-Bas Suisse             | Madrid Istanbul    | 23 février 1986 3 mars 2023 |
| 400 m              | 49 s 59            | Jarmila Kratochvílová                                     | Tchécoslovaquie             | Milan              | 7 mars 1982                 |
| 800 m              | 1 min 55 s 82      | Jolanda Čeplak                                            | Slovénie                    | Vienne             | 3 mars 2002                 |
| 1 500 m            | 4 min 02 s 39      | Laura Muir                                                | Royaume-Uni                 | Novi Beograd       | 4 mars 2017                 |
| 3 000 m            | 8 min 30 s 61      | Laura Muir                                                | Royaume-Uni                 | Novi Beograd       | 1er mars 2019               |
| 60 m haies         | 7 s 67             | Ditaji Kambundji                                          | Suisse                      | Apeldoorn          | 7 mars 2025                 |
| Saut en hauteur    | 2,05 m             | Tia Hellebaut                                             | Belgique                    | Birmingham         | 3 mars 2007                 |
| Saut à la perche   | 4,90 m             | Yelena Isinbayeva                                         | Russie                      | Madrid             | 6 mars 2005                 |
| Saut en longueur   | 7,30 m             | Heike Drechsler                                           | Allemagne de l'Est          | Budapest           | 5 mars 1988                 |
| Triple saut        | 15,16 m            | Ashia Hansen                                              | Royaume-Uni                 | Valence            | 28 février 1998             |
| Lancer du poids    | 21,46 m            | Helena Fibingerová                                        | Tchécoslovaquie             | Saint-Sébastien    | 13 mars 1977                |
| Pentathlon         | 5 055 points       | Nafissatou Thiam                                          | Belgique                    | Istanbul           | 3 mars 2023                 |
| 4 × 400 m          | 3 min 25 s 66      | Lieke Klaver Eveline Saalberg Cathelijn Peeters Femke Bol | Pays-Bas                    | Istanbul           | 5 mars 2023                 |
| Anciennes épreuves |                    |                                                           |                             |                    |                             |
| 50 m               | 6 s 17             | Linda Haglund Sofka Popova Linda Haglund                  | Suède Bulgarie Suède        | Grenoble           | 22 février 1981             |
| 200 m              | 22 s 39            | Marita Koch                                               | Allemagne de l'Est          | Budapest           | 5 mars 1983                 |
| 50 m haies         | 6 s 74             | Zofia Bielczyk                                            | Pologne                     | Grenoble           | 22 février 1981             |
| 3 000 m marche     | 11 min 49 s 99     | Alina Ivanova                                             | Équipe unifiée de l’ex-URSS | Gênes              | 29 février 1992             |

## Tableau des médailles
| Rang | Nation                      | Or  | Argent | Bronze | Total |
| ---- | --------------------------- | --- | ------ | ------ | ----- |
| -    | Union soviétique            | 115 | 106    | 106    | 327   |
| 1    | Allemagne                   | 105 | 115    | 104    | 324   |
| -    | Allemagne de l'Est          | 84  | 84     | 57     | 225   |
| 2    | Royaume-Uni                 | 82  | 72     | 60     | 214   |
| 3    | Pologne                     | 69  | 64     | 81     | 214   |
| 4    | Russie                      | 58  | 48     | 40     | 146   |
| 5    | France                      | 53  | 55     | 69     | 177   |
| 6    | Italie                      | 36  | 39     | 33     | 108   |
| 7    | Espagne                     | 33  | 53     | 39     | 125   |
| 8    | Bulgarie                    | 28  | 33     | 37     | 98    |
| -    | Tchécoslovaquie             | 28  | 32     | 34     | 94    |
| 9    | Pays-Bas                    | 26  | 20     | 25     | 71    |
| 10   | Suède                       | 23  | 27     | 27     | 77    |
| 11   | Roumanie                    | 22  | 36     | 40     | 98    |
| 12   | Belgique                    | 21  | 18     | 13     | 52    |
| 13   | Portugal                    | 17  | 9      | 4      | 30    |
| 14   | Hongrie                     | 16  | 23     | 19     | 58    |
| 15   | Suisse                      | 15  | 10     | 15     | 40    |
| 16   | Tchéquie                    | 14  | 16     | 19     | 49    |
| 17   | Ukraine                     | 14  | 14     | 20     | 48    |
| 18   | Finlande                    | 12  | 9      | 14     | 35    |
| -    | Équipe unifiée de l’ex-URSS | 12  | 8      | 7      | 27    |
| 19   | Norvège                     | 10  | 6      | 7      | 23    |
| 20   | Biélorussie                 | 9   | 10     | 9      | 28    |
| 21   | Grèce                       | 8   | 17     | 12     | 37    |
| -    | Yougoslavie                 | 8   | 6      | 15     | 29    |
| 22   | Irlande                     | 8   | 5      | 11     | 24    |
| 23   | Autriche                    | 7   | 9      | 13     | 29    |
| 24   | Lettonie                    | 5   | 1      | 1      | 7     |
| 25   | Serbie                      | 4   | 1      | 4      | 9     |
| 26   | Turquie                     | 3   | 5      | 1      | 9     |
| 27   | Estonie                     | 3   | 0      | 3      | 6     |
| 28   | Danemark                    | 2   | 2      | 2      | 6     |
| 29   | Azerbaïdjan                 | 2   | 2      | 1      | 5     |
| 30   | Slovaquie                   | 2   | 1      | 3      | 6     |
| 31   | Islande                     | 2   | 0      | 4      | 6     |
| -    | Athlètes neutres            | 2   | 0      | 1      | 3     |
| 32   | Slovénie                    | 1   | 7      | 2      | 10    |
| 33   | Chypre                      | 1   | 2      | 0      | 3     |
| 34   | Lituanie                    | 1   | 1      | 1      | 3     |
| 35   | Israël                      | 1   | 0      | 1      | 2     |
| 36   | Albanie                     | 1   | 0      | 0      | 1     |
| 37   | Bosnie-Herzégovine          | 0   | 2      | 0      | 2     |
| 38   | Croatie                     | 0   | 1      | 2      | 3     |
| 39   | Moldavie                    | 0   | 0      | 1      | 1     |
| 39   | Arménie                     | 0   | 0      | 1      | 1     |